# Liste der Monuments historiques in Fléac-sur-Seugne
Die Liste der Monuments historiques in Fléac-sur-Seugne führt die Monuments historiques in der französischen Gemeinde Fléac-sur-Seugne auf.

## Liste der Bauwerke
| Bezeichnung      | Beschreibung              | Standort | Kennzeichnung | Schutzstatus | Datum | Bild           |
| ---------------- | ------------------------- | -------- | ------------- | ------------ | ----- | -------------- |
| Kirche St-Pierre | Erbaut im 15. Jahrhundert | (Lage)   | PA00104686    | Classé       | 1904  | weitere Bilder |

## Liste der Objekte
Zum Verständnis siehe: Kirchenausstattung
| Bezeichnung          | Beschreibung                                                                 | Standort                       | Kennzeichnung | Schutzstatus | Datum | Bild |
| -------------------- | ---------------------------------------------------------------------------- | ------------------------------ | ------------- | ------------ | ----- | ---- |
| Glocke               | Bronze, 1632                                                                 | in der Kirche St-Pierre (Lage) | PM17002077    | Inscrit      | 2005  |      |
| Liturgische Gewänder | Kasel, Stola, Manipel, Velum und Bursa; Seidenstoff, 18. und 19. Jahrhundert | in der Kirche St-Pierre (Lage) | PM17001734    | Inscrit      | 1993  |      |